# 中野光貴
中野 光貴（なかの こうき、1978年10月8日 - ）は日本の声優、ナレーター、俳優。埼玉県出身。

## 略歴
よこざわけい子 声優・ナレータースクール8期生。
以前はゆーりんプロに所属。
旧芸名は、中野 大樹（なかの だいき）。

## 出演作品

### 吹き替え
※（）役名、〔〕俳優名または声優名

#### ドラマ
- コールドケース 迷宮事件簿　(第1〜3シーズン)
- ザ・ユニット 米軍極秘部隊　(第2シーズン)（ジェレミー）
- ジェリコ 閉ざされた街
- 新・上海グランド　※2008年の中国の黄暁明主演の再リメイク連続テレビドラマ
- 神鵰侠侶
- Dr.HOUSE　(第4・5・8シーズン)（ローレンス・カトナー）〔カル・ペン〕
- ミッシング -サイキック捜査官-　(第1〜3シーズン)
- 私はケイトリン

#### 映画
- エイリアン・イン・キューブ
- エネミー・ライン3 激戦コロンビア　※ビデオ映画
- かちこみ!ドラゴン・タイガー・ゲート
- 白い恐怖　※パブリックドメインDVD
- スピーシーズXX 寄生獣の誘惑（ニック）※原題：Decoys2・スピーシーズ 種の起源とは無関係
- T-X（闘技場の男）
- フライング・タイガー　※パブリックドメインDVD
- プロテージ/偽りの絆
- ミスト (映画)（ノーム）〔クリス・オーウェン〕

#### アニメ
- Pinky Dinky Doo
- マーメイドメロディー ぴちぴちピッチ（ナンパ男B、太刀太郎）
- Ruby Gloom

### ボイスオーバー
- 「ハリケーン」（ディスカバリーチャンネル）
- 「洪水」（ディスカバリーチャンネル）

### ナレーション

#### テレビ番組
- パチンコ オリ法TV（エンタメ〜テレ☆シネドラバラエティ）
- スポ旅（J:COM）
- パチンコ必勝本777 レディースバトル（スカパー!オンデマンド）
- ユニバTV（パチンコ★パチスロTV!）
- Cafe? de 横浜（CATV）
- 品川囲碁大会（CATV品川）
- 岩崎恭子の素敵な海外ビーチリゾート（旅チャンネル）
- 渋谷音楽祭

#### CM

##### テレビ
- ビックリマン大辞典（ニンテンドーDSゲームソフト）
- がんばれ 川崎のスポーツ
- 株式会社イソダ

##### ラジオ
- 北陸電力
- 世界名作文庫
- 週刊CHINTAI
- 東京トヨタ自動車
- 栃木トヨタ
- カレスト座間
- 東京商店街振興組合連合会

#### ビデオパッケージ
- ダイバーシティ eラーニング
- アパマンショップ2013リクルーティング動画
- RFID 訴求ムービー
- Net Bank
- リプラ株式会社
- 明治安田生命保険 PT運営導入に向けて
- NEC北陸電力
- アルカリ電解水洗浄システム
- リポコラーゲン核酸
- ナカ工業「レスキューライン」
- 川崎のスポーツ
- ファインドリームス福岡
- Symantec コンテンツ

#### その他
- 世界マル得 マウイ島　※DVD
- プロバスケット BJリーグ　※Web

### MC
- 第45回あつぎ飯山桜まつり（あゆチャンネル）

### テレビアニメ
2004年
- マーメイドメロディー ぴちぴちピッチ（ナンパ男B、バスケ少年B、式場の人B、男A、太刀太郎）※第1期

2005年
- かみちゅ!（空き缶ころがし）
- まほらば〜Heartful days（モヒカン）

2006年
- プレイボール2nd（小野田、応援団B）※第2期

2008年
- 我が家のお稲荷さま。（ミヤベ、寺岡、学生(クモ)、有島(大学生)、狼人間）

### OVA
- とらいあんぐるハート

### ゲーム
- 拳獣 -KENJU-（イ・ジョンハ）※発売中止
- SIMPLE2000シリーズ Ultimate　※PS2
  - 2004年
  - Vol.21 喧嘩上等!ヤンキー番長〜昭和99年の伝説〜（ヤンキー）
- SIMPLE2000シリーズ　※PS2
  - 2004年
  - Vol.47 THE 合戦 関ヶ原（宮本武蔵）
  - 2005年
  - Vol.87 THE 戦娘（ナデシコ）（兵士）
  - Vol.91 THE ALL★STER 格闘祭（地球防衛軍隊員）
  - 2006年
  - Vol.102 THE 歩兵 〜戦場の犬たち〜
  - 2007年
  - Vol.118 THE 落武者 〜怒獲武サムライ登場〜（明智光秀）
  - Vol.120 THE 最後の日本兵 〜美しき国土奪還作戦〜

2006年
- K-1 WORLD GP 2006

2007年
- EVE 〜new generation X〜　※PC版

2009年
- ATOM（ストーン大統領）

2014年
- 龍が如く 維新!

### ドラマCD
- ナイトウィザード −たったひとつのたからもの−
- ナイトウィザード 2nd
- ナニカ
- 電撃少女
- 幻奏戦記ルリルラ 第2巻【特装版】付録ドラマCD「歌姫たちのプレリュード」（男の声）

### テレビドラマ

#### 再現ドラマ
- 行列のできる法律相談所（日本テレビ放送網）
- 世紀のワイドショー!ザ・今夜はヒストリー（TBSテレビ）
- お笑い芸人親子で漫才王座決定戦スペシャル（フジテレビジョン）

### テレビ番組
- 横浜ミストリー（YOUテレビ）

### ビデオパッケージ
- 東京メトロ バリアフリー
- Mail Gates
- セガ スタッフトレーニング
- コミュニケーションギャップを埋める

### 舞台
- 「想稿銀河鉄道の夜」
- 平成12年「お江戸『桜の一枝』殺人事件『絆』」
- 平成13年「カルメン」
- 平成14年「橙の上」
- 平成15年「君姫」
- 平成16年「燃えよ！西遊記」
- 平成17年「－火恋－卑弥呼」
- 平成18年「楊貴妃伝」
- 平成18年「NOBUNAGA」
- 平成19年「神々のトロイア」
- 平成20年「藤原一族の陰謀『かぐや姫』」
- 平成22年「西遊記外伝〜九尾の狐篇『妖貴妃』」
- 平成23年「真実の邪馬台国」※主役
- 平成24年「白雪姫」
- 平成25年「ゆーりんツアーズ 妖妃の旅」
- 平成27年「眠れる森の魔女〜After the Snow White〜」